# 林鸱科
林鸱科（学名：Nyctibiidae）也称钩嘴夜鹰科，是夜鸟类钩嘴夜鹰目的唯一一科，现存2属7种，分布于拉丁美洲地区。此前被划分为夜鹰目的一部分。善于伪装，其羽毛颜色与树干相似，因此常在树上采取抬头直立的姿势，伪装成树干，捕食昆虫和小鸟。
- 棕钩嘴夜鹰属（棕林鴟属）
  - 中国大陆称为棕钩嘴夜鹰，台湾称为棕林鴟 Phyllaemulor bracteatus (Gould, 1846)
- 林鸱属（钩嘴夜鹰属）
  - 中国大陆称为大钩嘴夜鹰，台湾称为大林鴟 Nyctibius grandis (Gmelin, JF, 1789)
  - 中国大陆称为长尾钩嘴夜鹰，台湾称为長尾林鴟 Nyctibius aethereus (Wied-Neuwied, M, 1820)
  - 中国大陆称为北钩嘴夜鹰，台湾称为北方林鴟 Nyctibius jamaicensis (Gmelin, JF, 1789)
  - 中国大陆称为钩嘴夜鹰，台湾称为灰林鴟 Nyctibius griseus (Gmelin, JF, 1789)
  - 中国大陆称为安第斯钩嘴夜鹰，台湾称为安地斯林鴟 Nyctibius maculosus Ridgway, 1912
  - 中国大陆称为白翅钩嘴夜鹰，台湾称为白翅林鴟 Nyctibius leucopterus (Wied-Neuwied, M, 1821)